# Imeretia
Imeretia (gruz. იმერეთის მხარე Imereti Mchare) – region w zachodniej Gruzji, leżący w górnym dorzeczu rzeki Rioni. 800 tys. Imeretian posługuje się dialektem języka gruzińskiego, stanowiąc jednocześnie grupę etniczną o silnej tożsamości kulturowej.

## Geografia
W skład Imeretii wchodzą następujące prowincje wraz z liczbą mieszkańców z 2016 r.:
1. Kutaisi – 147 900
2. Baghdati – 21 500
3. Wani – 24 500
4. Zestaponi – 57 500
5. Terdżola – 35 400
6. Samtredia – 48 500
7. Saczchere – 38 700
8. Tkibuli – 20 600
9. Cziatura – 39 800
10. Ckaltubo – 56 600
11. Charagauli – 19 400
12. Choni – 23 400

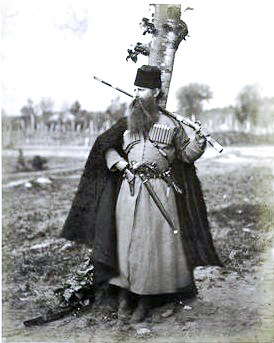
Mieszkaniec Imeretii, zdjęcie z XIX wieku

Główny miastem regionu jest Kutaisi, inne ośrodki przemysłowe to Samtredia, Cziatura (wydobycie manganu), Tkibuli (ośrodek górniczy), Zestaponi (produkcja metali), Choni i Saczchere. Imeretia jest od lat jest również centrum rolniczym, słynącym z upraw morw i winorośli.

## Historia
W późnej starożytności i wczesnym średniowieczu, na terenie zachodniej Gruzji, w tym na obszarze dzisiejszej Imeretii istniało królestwo Egrisi. Jego król w roku 523 przyjął chrześcijaństwo jako oficjalną religię państwową. W latach 975–1466 Imeretia była częścią zjednoczonego Królestwa Gruzji. W XV wieku za sprawą ataków Imperium osmańskiego Gruzja pogrążyła się w chaosie. Imeretia stała się wtedy niezależnym królestwem. W XVII–XVIII wieku częste najazdy Turków znacznie osłabiły Imeretię, od 1810 roku znalazła się ona pod panowaniem Imperium Rosyjskiego. Ostatnim królem Imeretii był Solomon II (1789–1810).
W latach 1918–1921 Imeretia stała się częścią niezależnej Demokratycznej Republiki Gruzji. W latach 1922–1936 była częścią republiki Związku Radzieckiego, wchodząc w skład Zakaukaskiej Federacyjnej Socjalistycznej Republiki Radzieckiej, natomiast od 1936 do 1991 roku leżała w granicach Gruzińskiej Socjalistycznej Republiki Radzieckiej. Po odzyskaniu przez Gruzję niepodległości w 1991 roku, Imeretia stała się regionem ze stolicą w Kutaisi.

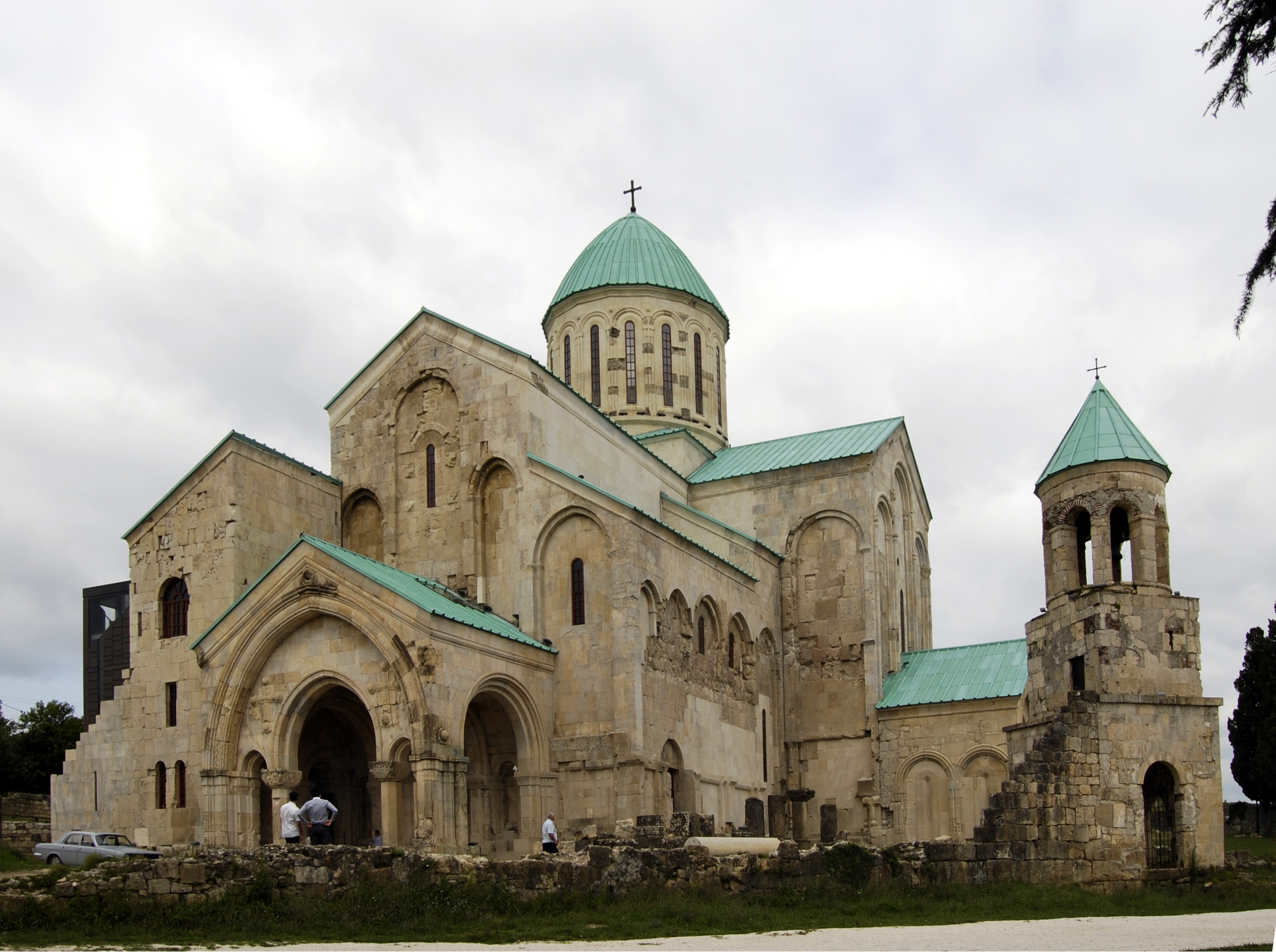
Katedra Bagrata w Kutaisi

## Zabytki
- Katedra Bagrati – katedra z XI wieku, znajdująca się w Kutaisi,
- Monastyr Gelati – monastyr z XI wieku położony niedaleko Kutaisi,

(obydwa znajdują się na liście światowego dziedzictwa UNESCO)
- Mocameta – monastyr z XI wieku położony niedaleko Kutaisi.

## Turystyka
- Jaskinia Prometeusza